# Гірськолижний спорт на зимових Олімпійських іграх 2014 — швидкісний спуск (жінки)
Змагання зі швидкісного спуску у гірськолижному спорті серед жінок на зимових Олімпійських іграх 2014 пройшли 12 лютого. Місцем проведення змагань став гірськолижний курорт Роза Хутір. Змагання почалися о 11:00 за місцевим часом (UTC+4). У жіночому швидкісному спуску взяла участь 41 спортсменка з 21 країни (одна спортсменка на старт не вийшла). Чемпіонкою 2010 року у цій дисципліні була американська гірськолижниця Ліндсі Вонн, яка через травму коліна змушена пропустити Ігри у Сочі.
6 лютого під час тренувального заїзду вже перша спортсменка, яяка вийшла на трасу американка Лорен Росс впала, після чого організатори внесли зміни у трасу. На думку віце-чемпіонки Олімпійських ігор 2010 року у швидкісному спуску Джулії Манкузо однією з причин став низький рівень «тестових» гірськолижників (англ. forerunners), які за правилами виходять на трасу до спортсменів, що змагаються. ЇЇ думку підтримала Тіна Вайратер. Тестові гірськолижники їхали дуже повільно і не змогли виявити небезпечні ділянки траси. Після зміни траси тренування продовжилася, найкращий час показала Анна Феннінгер.
Вперше за всю історію гірськолижного спорту на зимових Олімпійських іграх одразу дві людини поділили перше місце, показавши однакові результати, і отримали золоті нагороди (раніше були випадки, коли спортсмени ділили друге місце).
Словенка Тіна Мазе принесла своєї країні перше в історії золото на зимових Олімпійських іграх у всіх видах спорту. Швейцарія виграла золото у жіночому швидкісному спуску на Олімпійських іграх вперше за 30 років — 1984 року в Сараєво першою стала Мікела Фиджино.

## Медалісти
| Золото                    | Срібло       | Бронза               |
| Тіна Мазе · Словенія      | не вручалася | Лара Гут · Швейцарія |
| Домінік Гізін · Швейцарія | не вручалася | Лара Гут · Швейцарія |

## Результати
| Місце | Номер | Спортсмен                      | Країна          | Час     | Відставання |
| ----- | ----- | ------------------------------ | --------------- | ------- | ----------- |
| 1     | 8     | Домінік Гізін                  | Швейцарія       | 1:41,57 | 0,00        |
| 1     | 21    | Тіна Мазе                      | Словенія        | 1:41,57 | 0,00        |
| 3     | 18    | Лара Гут                       | Швейцарія       | 1:41,67 | +0,10       |
| 4     | 9     | Даніела Мерігетті              | Італія          | 1:41,84 | +0,27       |
| 5     | 1     | Фаб'єн Сутер                   | Швейцарія       | 1:41,94 | +0,37       |
| 6     | 26    | Лотте Смісет Сейєрстед         | Норвегія        | 1:42,01 | +0,44       |
| 7     | 25    | Едіт Міклош                    | Угорщина        | 1:45,28 | +0,71       |
| 8     | 12    | Джулія Манкузо                 | США             | 1:42,56 | +0,99       |
| 9     | 5     | Ніколь Госп                    | Австрія         | 1:42,62 | +1,05       |
| 10    | 27    | Ілька Штугець                  | Словенія        | 1:42,65 | +1,08       |
| 11    | 7     | Лорен Росс                     | США             | 1:42,68 | +1,11       |
| 12    | 11    | Олена Фанкіні                  | Італія          | 1:42,70 | +1,13       |
| 13    | 20    | Марія Гефль-Ріш                | Німеччина       | 1:42,74 | +1,17       |
| 14    | 23    | Верена Стаффер                 | Італія          | 1:42,75 | +1,18       |
| 15    | 3     | Вікторія Ребенсбург            | Німеччина       | 1:42,76 | +1,19       |
| 16    | 19    | Елізабет Гергль                | Австрія         | 1:42,82 | +1,25       |
| 17    | 10    | Стейсі Кук                     | США             | 1:43,05 | +1,48       |
| 18    | 6     | ФМаруша ФерКом                 | Словенія        | 1:43,24 | +1,67       |
| 19    | 35    | Чеммі Елкотт                   | Велика Британія | 1:43,43 | +1,86       |
| 20    | 28    | Лариса Юрків                   | Канада          | 1:43,46 | +1,89       |
| 21    | 29    | Клара Крижова                  | Чехія           | 1:43,47 | +1,90       |
| 22    | 30    | Надя Фанкіні                   | Італія          | 1:43,48 | +1,91       |
| 23    | 13    | Кайса Клінг                    | Швеція          | 1:43,69 | +2,12       |
| 24    | 14    | Корнелія Гюттер                | Австрія         | 1:43,82 | +2,25       |
| 25    | 34    | Сара Гектор                    | Швеція          | 1:44,23 | +2,66       |
| 26    | 2     | Жаклін Вайлз                   | США             | 1:44,35 | +2,78       |
| 27    | 24    | Рагнхільд Мовінкеля            | Норвегія        | 1:44,43 | +2,86       |
| 28    | 32    | Олена Яковишина                | Росія           | 1:44,45 | +2,88       |
| 29    | 37    | Грета Смолл                    | Австралія       | 1:44,79 | +3,22       |
| 30    | 31    | Марія Бєдарєва                 | Росія           | 1:45,29 | +3,72       |
| 31    | 42    | Христина Саалова               | Словаччина      | 1:45,98 | +4,41       |
| 32    | 38    | Макарена Симарі Біркнер        | Аргентина       | 1:46,44 | +4,87       |
| 33    | 36    | Каролдіна Чрапек               | Польща          | 1:46,90 | +5,33       |
| 34    | 40    | Ноель Барахона                 | Чилі            | 1:49,70 | +8,13       |
| 35    | 41    | Анна Берец                     | Угорщина        | 1:50,97 | +9,40       |
|       | 16    | Тіна Вайратер                  | Ліхтенштейн     | DNS     |             |
|       | 4     | Марі Маршан-Арв'є              | Франція         | DNF     |             |
|       | 15    | Кароліна Руїс Кастільо         | Іспанія         | DNF     |             |
|       | 17    | Маріанна Кауфманн-Абдергальден | Швейцарія       | DNF     |             |
|       | 22    | Анна Феннінґер                 | Австрія         | DNF     |             |
|       | 33    | Олександра Колетт              | Монако          | DNF     |             |
|       | 39    | Аня Моніка Кайлл               | Румунія         | DNF     |             |